# Günter Schabowski
Günter Schabowski (Anklam, Mecklenburg-Elő-Pomeránia, 1929. január 4. – Berlin, 2015. november 1.) német újságíró, kommunista politikus, az NDK-államvezetés tagja.

## Élete

### Pályafutása
Schabowski a második világháború vége után kezdett érdeklődni a politika iránt. 1946-ban belépett a kommunista keletnémet szakszervezetbe, 1950-ben a Szabad Német Ifjúság nevű baloldali szervezetbe is. 1952-től kezdve a NSZEP tagja. 1947-ben a Tribüne című napilaphoz került szerkesztőnek, 1953 és 1967 között e lapnak a főszerkesztője volt. 1967-68-as tanévben az SZKP moszkvai pártfőiskoláján volt hallgató, politikai pályája ekkor kezdett felfelé ívelni. Hazatérvén Németországba az NSZEP Neues Deutschland című pártlapjának előbb munkatársa, majd 1978 után főszerkesztője lett.
A pártpropaganda szempontjából fontos pozíció politikai fontosságának növekedésével párosult. Schabowski 1981-ben a NSZEP központi bizottságának, majd 1984-től a felső pártvezetés tagja. 1985-től a NSZEP kelet-berlini első titkára.

### A politikai fordulat idején
Az NDK fennállásának utolsó éveiben Schabowski a NSZEP-en belüli reformpárti csoport tagja lett és részese volt Honecker hatalomból való kiszorításának. Ő volt az egyetlen NSZEP-vezető, aki kiállt az NDK összeomlását kísérő tiltakozások mellett. A történelemkönyvekbe azonban az egyik hibája miatt került be. 1989. november 9-én ő vezette azt a sajtótájékoztatót, amelyen az állambiztonsági és a belügyminisztérium által a külföldre utazást megkönnyítő intézkedéseket ismertették. A sajtótájékoztató lezárása után Ricardo Ehrmann olasz újságíró azt kérdezte, hogy milyen könnyítések várhatók az NDK állampolgárok utazása ügyében? Schabowski zavartan keresgélt a papírjai között, mivel emlékezett rá, hogy kapott egy utasítást. Kollégája segített neki megkeresni, ezután felolvasta. A teremben mindenki döbbenten hallgatta, és próbálta értelmezni a hallottakat. Erre a hamburgi Bild magazin riportere, Peter Brinkmann az intézkedések életbe lépésének idejéről érdeklődött, mire Schabowski a jegyzeteinek áttekintése nélkül így válaszolt:
„Ismereteim szerint ez érvénybe lép… igen, azonnal.”
A sajtótájékoztatót élőben közvetítették a televíziós állomások. Perceken belül hatalmas tömegek indultak meg a berlini határátkelőkhöz, ahol NDK határőrsége utat engedett a gyülekező tömegnek. (Az intézkedések életbe lépésének valódi dátuma november 10-e lett volna.)

### Az egyesült Németországban
1989. december 3-án kilépett a NSZEP központi vezetéséből, az átalakuló pártból pedig 1990. január 21-én zárták ki. Az NDK-s diktatúrát és korábbi önmagát kritizáló kijelentései miatt volt munkatársaival igencsak megromlott a viszonya. 1992 és 1999 között egy hesseni helyi újságot vezetett. 1993-ban az NDK-választások eredményeinek meghamisítása miatt vádat emeltek ellene, amelyet 1997-ben ejtettek. Ezzel egy időben a berlini bíróságon is pert kezdeményeztek ellene, ahol 1997 augusztusában a berlini falnál érvényben lévő tűzparancs miatt őt és társait három év börtönbüntetésre ítélték. Schabowski – vádlott társaival ellentétben – elfogadta az ítéletet és elismerte a halálesetek miatti morális felelősségét. A Berlin-Spandaui börtönbe került, ahonnan 2000. december 2-án szabadult.
Schabowski az egyetlen egykori vezető NDK-politikusként elismerte a kommunista rendszer idején elkövetett bűnöket. 2001-ben már a CDU választási kampányát segítette.

## Külső hivatkozások
- Múlt-kor
- változó világ